# Un poco de amor (canción de Edurne)
«Un poco de amor» es una canción interpretada por la cantante española Edurne, versión que aparece en el musical We Will Rock You en español del popular tema Somebody To Love, compuesto por Freddie Mercury. 
Se lanzó en 2008 como primer sencillo de su tercer álbum Première.

## Vídeo musical
El vídeo del tema se rodó en Nueva York, en escenarios naturales de Times Square y Broadway. Edurne canta en las calles neoyorquinas, en terrazas con músicos, con varios cambios de vestuario.

## Formatos
Descarga digital
| Descarga digital |                                               |          |  |
| N.º              | Título                                        | Duración |  |
| 1.               | «Un Poco de Amor (Somebody to Love) - Single» | 3:04     |  |